# Victor (skivbolag)
Victor var ett amerikanskt skivmärke, ursprungligen producerat av det 1901 grundade Victor Talking Machine Company, numera ett märke inom musikkoncernen Sony Music.
Victor Talking Machine Company bildades på grundval av två äldre företag, dels Emile Berliners Berliner Gramophone Company vilket producerade skivor (Berliner var grammofonskivans uppfinnare), dels Eldridge R. Johnsons Consolidated Talking Machine Company vilket producerade grammofoner.
1929 såldes Victor till Radio Corporation of America (RCA) som dock länge bibehöll det gamla etikettnamnet (så småningom ändrat till "RCA Victor").
Victor blev tidigt ett av de dominerande amerikanska skivmärkena, och under 1920-talet utgjorde det tillsammans med Columbia och Brunswick "the big three". I Europa återutgavs Victors inspelningar bland annat på His Master's Voice (England med flera länder) och Electrola (Tyskland).